# Соболево (Шекснинский район)
Соболево — деревня в Шекснинском районе Вологодской области.
Входит в состав сельского поселения Юроченского, с точки зрения административно-территориального деления — в Юроченский сельсовет.
Расстояние по автодороге до районного центра Шексны — 34 км, до центра муниципального образования Юрочкино — 4 км. Ближайшие населённые пункты — Юрочкино, Марьино, Макарьино.
По переписи 2002 года население — 7 человек.